# Craugastoridae
Los craugastóridos (Craugastoridae) son un clado de anfibios anuros que se distribuye por América: desde el sur de los Estados Unidos hasta el norte de Argentina; también en las Antillas Menores.

## Taxonomía

### Subfamilies
- Ceuthomantinae Heinicke, Duellman, Trueb, Means, MacCulloch, and Hedges, 2009 (567 especies) (=Pristimantinae Ohler and Dubois, 2012)
  - Ceuthomantis Heinicke, Duellman, Trueb, Means, MacCulloch, and Hedges, 2009 (4 especies)
  - Dischidodactylus Lynch, 1979 (2 especies)
  - Pristimantis Jiménez de la Espada, 1870 (553 especies)
  - Tachiramantis Heinicke, Barrio-Amorós, and Hedges, 2015 (tres especies)
  - Yunganastes Padial, Castroviejo-Fisher, Köhler, Domic, and De la Riva, 2007 (5 especies)
- Craugastorinae Hedges, Duellman, and Heinicke, 2008 (139 especies)
  - Craugastor Cope, 1862 (120 species)
  - Haddadus Hedges, Duellman, and Heinicke, 2008 (tres especies)
  - Strabomantis Peters, 1863 (16 especies)
- Holoadeninae Hedges, Duellman, and Heinicke, 2008 (151 species)
  - Bahius Dubois, Ohler, and Pyron, 2021 (monotípico)
  - Barycholos Heyer, 1969 (two species)
  - Bryophryne Hedges, Duellman, and Heinicke, 2008 (11 especies)
  - Euparkerella Griffiths, 1959 (5 especies)
  - Holoaden Miranda-Ribeiro, 1920 (4 especies)
  - Lynchius Hedges, Duellman, and Heinicke, 2008 (7 especies)
  - Microkayla De la Riva, Chaparro, Castroviejo-Fisher, and Padial, 2017 (25 especies)
  - Niceforonia Goin and Cochran, 1963 (15 especies)
  - Noblella Barbour, 1930 (15 especies)
  - Oreobates Jiménez de la Espada, 1872 (25 especies)
  - Phrynopus Peters, 1873 (34 especies)
  - Psychrophrynella Hedges, Duellman, and Heinicke, 2008 (4 especies)
  - Qosqophryne Catenazzi, Mamani, Lehr, and von May, 2020 (3 especies)

### Taxones antes en Craugastoridae
Estos dos taxones esstaban antes en Craugastoridae, pero ahora son incerta sedis en la superfamilia Brachycephaloidea, esperando más información:
- Atopophrynus Lynch and Ruiz-Carranza, 1982 (monotípico)[2]
- Geobatrachus Ruthven, 1915 (monotípico)[3]